# Attila Tassi
Attila Tassi (Budapest, 14 de junio de 1999) es un piloto de automovilismo húngaro. Compite en la Copa Mundial de Turismos con la marca Honda.

## Carrera
Inició su carrera en 2012 a nivel nacional, en la Copa Suzuki. En 2015 participó en seis competencias de la Eurocopa SEAT León.
Al año siguiente debutó en la TCR International Series con B3 Racing, logrando un podio y una pole position, quedando 11.º en el campeonato final. En la temporada posterior pasó al equipo M1RA para conducir un Honda Civic Type-R TCR (FK2); fue subcampeón detrás del francés Jean-Karl Vernay, acumulando dos victorias y otros cinco podios.
En 2018, luego de la unificación de la TCR International y el Campeonato Mundial de Turismos, disputó la serie europea de TCR con el equipo KCMG y con la misma marca. Ganó en dos ocasiones y subió a otros tres podios para ser finamente cuarto. Ese mismo año hizo su debut en la Copa Mundial de Turismos en la ronda de Hungría. Al año siguiente pasó a disputar la temporada íntegra de esta serie. Hizo una pole en Portugal y acumuló 56 puntos para ser 24.º, mientras que su compañero Tiago Monteiro sumó 109. Su continuidad para 2020 fue oficializada por Honda.

## Resultados

### TCR International Series
(Clave) (negrita indica pole position) (cursiva indica vuelta rápida)

| Año     | Equipo                 | Auto                         | 1   | 2   | 3   | 4   | 5   | 6   | 7   | 8   | 9   | 10  | 11  | 12  | 13  | 14  | 15  | 16  | 17  | 18  | 19  | 20  | 21  | 22  | Pos. | Pts. |
| ------- | ---------------------- | ---------------------------- | --- | --- | --- | --- | --- | --- | --- | --- | --- | --- | --- | --- | --- | --- | --- | --- | --- | --- | --- | --- | --- | --- | ---- | ---- |
| 2016    |                        |                              | BHR | BHR | POR | POR | BEL | BEL | ITA | ITA | AUT | AUT | ALE | ALE | RUS | RUS | THA | THA | SGP | SGP | MYS | MYS | MAC | MAC | 11.º | 68   |
| 2016    | B3 Racing Team Hungary | SEAT León TCR SEQ            | WD  | WD  | 14  | 13  | 16† | 15  | 7   | 7   | 6   | 8   | Ret | 7   | 10  | 3   | 8   | 6   | 9   | 17† | 7   | 9   | 16† | Ret | 11.º | 68   |
| 2017    |                        |                              | GEO | GEO | BHR | BHR | BEL | BEL | ITA | ITA | AUT | AUT | HUN | HUN | ALE | ALE | THA | THA | CHN | CHN | EAU | EAU |     |     | 2.º  | 197  |
| 2017    | M1RA                   | Honda Civic Type-R TCR (FK2) | 52  | 2   | 12  | 8   | 3   | 9   | 23  | 9   | 94  | 2   | 13  | 1   | DSQ | 11† | 35  | 4   | 11  | 9   | 5   | 12  |     |     | 2.º  | 197  |
| Fuente: |                        |                              |     |     |     |     |     |     |     |     |     |     |     |     |     |     |     |     |     |     |     |     |     |     |      |      |

- † El piloto no acabó la carrera, pero se clasificó al completar el porcentaje necesario de la distancia total.

### TCR Europe Touring Car Series
(Clave) (negrita indica pole position) (cursiva indica vuelta rápida)

| Año  | Equipo                       | Auto                         | 1   | 2   | 3   | 4   | 5   | 6   | 7   | 8   | 9   | 10  | 11  | 12  | 13  | 14  | Pos. | Pts. |
| ---- | ---------------------------- | ---------------------------- | --- | --- | --- | --- | --- | --- | --- | --- | --- | --- | --- | --- | --- | --- | ---- | ---- |
| 2018 |                              |                              | LEC | LEC | ZAN | ZAN | SPA | SPA | HUN | HUN | ASS | ASS | MON | MON | BAR | BAR | 4°   | 153  |
| 2018 | Hell Energy Racing with KCMG | Honda Civic Type-R TCR (FK7) | Ret | 6   | 2   | 3   | 17  | Ret | Ret | 4   | 5   | 1   | 5   | 3   | 1   | Ret | 4°   | 153  |

### Copa Mundial de Turismos
(Clave) (negrita indica pole position) (cursiva indica vuelta rápida)

| Año     | Equipo                         | Auto                         | 1   | 2   | 3   | 4   | 5   | 6   | 7   | 8   | 9   | 10  | 11  | 12  | 13  | 14  | 15  | 16  | 17  | 18  | 19  | 20  | 21  | 22  | 23  | 24  | 25  | 26  | 27  | 28  | 29  | 30  | Pos. | Pts. |
| ------- | ------------------------------ | ---------------------------- | --- | --- | --- | --- | --- | --- | --- | --- | --- | --- | --- | --- | --- | --- | --- | --- | --- | --- | --- | --- | --- | --- | --- | --- | --- | --- | --- | --- | --- | --- | ---- | ---- |
| 2018    |                                |                              | MAR | MAR | MAR | HUN | HUN | HUN | ALE | ALE | ALE | NED | NED | NED | POR | POR | POR | SVK | SVK | SVK | CHN | CHN | CHN | CHW | CHW | CHW | JAP | JAP | JAP | MAC | MAC | MAC | -    | 0    |
| 2018    | Boutsen Ginion Racing          | Honda Civic Type-R TCR (FK8) |     |     |     | 19  | 18  | 15  |     |     |     |     |     |     |     |     |     |     |     |     |     |     |     |     |     |     |     |     |     |     |     |     | -    | 0    |
| 2019    |                                |                              | MAR | MAR | MAR | HUN | HUN | HUN | SVK | SVK | SVK | NED | NED | NED | ALE | ALE | ALE | POR | POR | POR | CHN | CHN | CHN | JAP | JAP | JAP | MAC | MAC | MAC | MYS | MYS | MYS | 24°  | 56   |
| 2019    | KCMG                           | Honda Civic Type-R TCR (FK8) | 19  | 20  | 11  | 15  | 8   | 14  | 18  | Ret | 25  | DSQ | Ret | 22  | 20  | 4   | Ret | 21  | 11  | Ret | 23  | 6   | 13  | 21  | 24  | 16  | 18  | 22† | 16  | 13  | Ret | DNS | 24°  | 56   |
| 2020    |                                |                              | BEL | BEL | ALE | ALE | SVK | SVK | SVK | HUN | HUN | HUN | ESP | ESP | ESP | ARA | ARA | ARA |     |     |     |     |     |     |     |     |     |     |     |     |     |     | 12°  | 100  |
| 2020    | ALL-INKL.DE Münnich Motorsport | Honda Civic Type-R TCR (FK8) | 3   | 20  | Ret | 3   | 11  | Ret | DNS | 5   | 8   | 6   | 17  | 13  | Ret | 10  | 8   | 10  |     |     |     |     |     |     |     |     |     |     |     |     |     |     | 12°  | 100  |
| 2021    |                                |                              | ALE | ALE | POR | POR | ESP | ESP | HUN | HUN | CZE | CZE | FRA | FRA | ITA | ITA | RUS | RUS |     |     |     |     |     |     |     |     |     |     |     |     |     |     | 14°  | 96   |
| 2021    | ALL-INKL.DE Münnich Motorsport | Honda Civic Type-R TCR (FK8) | 12  | 4   | 7   | 1   | 17  | 15  | 13  | 10  | Ret | Ret | 12  | 16  | 16  | 12  | 7   | 4   |     |     |     |     |     |     |     |     |     |     |     |     |     |     | 14°  | 96   |
| 2022    |                                |                              | FRA | FRA | ALE | ALE | HUN | HUN | ESP | ESP | POR | POR | ITA | ITA | ALS | ALS | BAR | BAR | ARA | ARA |     |     |     |     |     |     |     |     |     |     |     |     | 13.º | 83   |
| 2022    | Liqui Moly Team Engstler       | Honda Civic Type-R TCR (FK8) | 17  | 13  | C   | C   | 14  | 14  | Ret | 13  | 9   | 2   | 5   | 8   | Ret | 9   | 9   | Ret | 14  | Ret |     |     |     |     |     |     |     |     |     |     |     |     | 13.º | 83   |
| Fuente: |                                |                              |     |     |     |     |     |     |     |     |     |     |     |     |     |     |     |     |     |     |     |     |     |     |     |     |     |     |     |     |     |     |      |      |

- † El piloto no acabó la carrera, pero se clasificó al completar el porcentaje necesario de la distancia total.